# DI - Dansk Industri
DI – Dansk Industri (DI) er Danmarks største erhvervsorganisation og arbejdsgiverforening. DI repræsenterer  20.000 små og store virksomheder fra stort set alle grene af dansk erhvervsliv over hele landet. Organisationen varetager medlemmernes arbejdsgiver- og politiske interesser - både lokalt og globalt. 
DI's medlemsvirksomheder beskæftiger 600.000 medarbejdere i Danmark og udbetaler 320 milliarder kroner i løn hvert år. 
Udover traditionelle industrivirksomheder har DI også medlemmer indenfor en række serviceerhverv i bred forstand - DI's medlemsvirksomheder fremstiller, distribuerer og handler med varer, service og rådgivning og er alle i stærk international konkurrence. 
DI er medlem af Dansk Arbejdsgiverforening
DI's bestyrelsesformand er Klaus Holse, som tiltrådte september 2022.
Lars Sandahl Sørensen har været DI's adm. direktør siden august 2019.. Han kom fra en stilling som koncerndirektør i SAS.
Organisationen har hovedsæde i Industriens Hus ved Rådhuspladsen i København, men er også tilstede regionalt, europæisk og globalt – med kontorer og projekter rundt om i verden

## Opgaver og formål
Som erhvervsorganisation varetager DI medlemsvirksomhedernes politiske interesser og søger derfor at påvirke de rammevilkår, som virksomhederne arbejder under. Som arbejdsgiverforening er DI ansvarlig for overenskomstforhandlinger, både nationalt og indenfor den enkelte branche eller virksomhed. Overenskomsten imellem DI og CO-industri er den største på det private arbejdsmarked og har traditionelt været den, der fastsætter rammen for de øvrige forhandlinger imellem arbejdsgivere og lønmodtagere.
Desuden fungerer DI som serviceorgan for medlemmerne, f.eks. med rådgivning i personalejuridiske og overenskomstmæssige forhold.

## Historie
Organisationens historie går tilbage til Industriforeningen, der blev stiftet i 1838. Den var en interesseforening, men ikke arbejdsgiverforening, for de fremvoksende industrivirksomheder. Den udviklede sig til den førende forening for det bedre borgerskab og blev i 1910 afløst af Industrirådet, der fungerede som en mere moderne erhvervsorganisation til varetagelse af medlemmernes politiske og erhvervsmæssige interesser.
Sideløbende blev stiftet forskellige arbejdsgiverforeninger indenfor branchen. Den første var Foreningen af Fabrikanter i Jernindustrien i København fra 1885. I 1902 dannedes Sammenslutningen af Arbejdsgivere inden for Jernindustrien i Danmark, der i begyndelsen af 1980'erne skiftede navn til Jernets Arbejdsgiverforening. Samtidig samledes de øvrige industriområder i organisationen Arbejdsgiverforeningen Industrifagene. Disse to organisationer fusionerede 1. januar 1990 med navnet Industriens Arbejdsgivere.
I 1992 blev arbejdsgiverfunktionen og det erhvervspolitiske interessearbejde slået sammen, da Industrirådet og Industriens Arbejdsgivere fusionerede under navnet Dansk Industri. De to organisationer havde allerede siden 1978 delt adresse i Industriens Hus.
1. maj 2008 blev Dansk Industri lagt sammen med organisationen HTS Handel, Transport og Service. Ved sammenlægningen tog den nye organisation navnet DI. DI skulle ikke opfattes som en forkortelse, men som navnet på den nye organisation. DI kunne dog stadig bruge navnet Dansk Industri, som fortsat er almindelig anvendt.
HTS Handel, Transport og Service var tidligere kendt som Arbejdsgiverforeningen for Handel, Transport og Service (HTS-A) og udgjorde en del af hovedorganisationen HTS (Handel, Transport og Serviceerhvervene), da denne eksisterede i årene 2002-06. Samarbejdet i HTS ophørte imidlertid, og mens hovedparten af denne organisation, kendt som HTS-I, fusionerede med arbejdsgiverorganisationen Dansk Handel & Service i det nystiftede Dansk Erhverv, indgik HTS-A efter et par år i DI.
D. 1. september 2020 blev Dansk Byggeri fusioneret med Dansk Industri. 

## Organisation
DI's øverste organ er hovedbestyrelsen, hvis medlemmer vælges på generalforsamlingen.
DI er delt op i 18 regionalforeninger med selvstændig bestyrelse og formandskab. DI's regionalforeninger driver selvstændig interessevaretagelse, primært overfor kommunale beslutningstagere. DI har desuden ni branchefællesskaber, som hver er et samlingspunkt for medlemsvirksomhederne indenfor samme erhvervssektor. DI's erhvervspolitiske arbejde foregår dels centralt på tværgående områder og dels via disse branchefællesskaber på de områder, de dækker og tegner sig for.
DI åbnede i 2004 et internationalt kontor i Shanghai, og har i dag en række kontorer i udlandet.

## Ekstern henvisning
- DI – Dansk Industri